# Jairo Izquierdo González
Jairo Izquierdo González (Santa Cruz de Tenerife, Illes Canàries, 22 d'octubre de 1993), conegut simplement com a Jairo, és un futbolista professional canari que juga principalment com a volant esquerre per l'Elx CF.

## Carrera de club
Jairo va formar-se al planter del CD Tenerife i va debutar com a sènior amb el CD Tenerife B el 2011, a Tercera Divisió.
El 2 de juliol de 2014 Jairo va signar contracte per tres anys amb el Tenerife, i fou ascendit al primer equip, que jugava llavors a la Segona Divisió. L'1 de setembre, però, fou cedit al Reial Múrcia CF, de Segona Divisió B, per la temporada 2014–15.
El 5 de setembre de 2015 Jairo va debutar com a professional entrant a la segona part com a substitut d'Omar Perdomo en un empat 1 a 1 a fora contra la SD Huesca. El 17 de gener de 2017, després de no haver jugat durant la temporada, va arribar a un acord per a deixar el club i va fitxar per la UD Melilla hores després.
El 18 d'agost de 2018, Jairo signà contracte per quatre anys pel Girona FC de La Liga. Només onze dies més tard, for cedit al Cadis CF de segona divisió per a la temporada 2018–19.
Després de retornar de la cessió, Jairo va passar la temporada 2019–20 amb el seu club principal, a segona divisió. El 5 d'octubre de 2020, va retornar al Cadis, novament amb una cessió d'un any.
Jairo va tornar al Girona el juliol del 2021 i va esdevenir lateral esquerre durant la pretemporada, i posteriorment va agafar la samarreta número 3. El 8 de juliol de 2022, després de l'ascens del club a la màxima categoria a la segona divisió 2021-22, va fitxar pel FC Cartagena de segona divisió amb un contracte de dos anys.
El 30 de gener de 2025, Jairo va fitxar per l'Elx CF, un altre equip de segona divisió, després que el club pagués la seva clàusula de rescissió de 600.000 euros.